# Sylvinho
Sylvinho (* 12. April 1974 in São Paulo; bürgerlich Silvio Mendes Campos Júnior) ist ein ehemaliger brasilianisch-spanischer Fußballspieler und heutiger -trainer.
Zurzeit ist er Nationaltrainer von Albanien.

## Karriere

### Verein
Sylvinho begann 1994 seine Profikarriere beim Corinthians São Paulo, mit denen er 1995 den Brasilianischen Pokal gewann. Neben einigen anderen Titeln gewann er mit Corinthians 1998 die nationale Meisterschaft.
1999 wechselte der Linksverteidiger zum englischen Erstligisten FC Arsenal, in dessen Team er auf längere Sicht den damals 35-jährigen Nigel Winterburn ersetzen sollte. Er spielte bis 2001 beim Spitzenklub und war der erste Brasilianer im Team der Gunners. Aufgrund einer Verletzung Sylvinhos in der Saison 2000/01 bekam Ashley Cole einen Platz in Arsenals Team, den er an den Brasilianer auch nach dessen Erholung nicht wieder verlor. Dies führte dazu, dass Sylvinho im Sommer 2001 an den spanischen Verein Celta Vigo verkauft wurde.
In Sylvinhos erster Saison beim spanischen Erstligisten Vigo belegte die Mannschaft den fünften Platz der Primera División; auf diesen folgte 2002/03 der vierte Rang in der Abschlusstabelle und damit die Qualifikation zur Champions League. In der folgenden Spielzeit 2003/04 wurde Vigo 19. der Tabelle und stieg in die Segunda División ab, woraufhin Sylvinho den Verein verließ und zum Spitzenklub FC Barcelona wechselte.
Mit Barcelona gewann Sylvinho 2005 und 2006 die spanische Meisterschaft. 2006 wurde zudem die Champions League gewonnen, in deren Finale Barça Sylvinhos früheren Verein Arsenal mit 2:1 schlug.
Nach der Saison 2007/08 wurde sein eigentlich bis 2008 laufender Vertrag bis 2009 verlängert. Obwohl er seine Karriere öffentlich beendet hatte, verpflichtete der englische Klub Manchester City Sylvinho in der Saison 2009/2010. Er erhielt dort einen Vertrag über ein Jahr. Nach zehn Liga-Einsätzen für die Citizens suchte er für ein Jahr erfolglos einen neuen Verein und beendete schließlich 2011 endgültig seine Karriere.

### Nationalmannschaft
In den Jahren 2000 und 2001 bestritt Sylvinho sechs Länderspiele für die brasilianische Auswahl.

### Trainer
Nach dem Karriereende 2010 kehrte Sylvinho nach Brasilien zurück und sammelte bei Sport Recife, Cruzeiro Belo Horizonte und Corinthians São Paulo als Co-Trainer Erfahrungen in der ersten brasilianischen Liga. Anfang Dezember 2014 wurde er Assistent von Inter Mailands Cheftrainer Roberto Mancini, den er von der gemeinsamen Zusammenarbeit bei Manchester City kennt.
Sylvinhos, welcher im Besitz einer UEFA PRO-Trainerlizenz ist, war in seiner ersten Trainerstation als Cheftrainer von Juli bis Anfang Oktober 2019 für drei Monate bei Olympique Lyon im Amt, wurde aber wegen Erfolglosigkeit nach nur 11 Spielen wieder entlassen. Sein Nachfolger wurde der frühere Trainer von Olympique de Marseille, Rudi Garcia.
Am 23. Mai 2021 wurde Sylvinho Cheftrainer in seinem Heimatland Brasilien von Corinthians. Er unterschrieb einen Einjahresvertrag bis Jahresende 2022. Nach Beendigung der Série A 2021 Anfang Dezember, in der Corinthians den fünften Platz belegte, erhielt Sylvinho vom Präsidenten eine Garantie zur Einhaltung der Laufzeit seines Kontraktes. Nach einer 1:2–Heimspielniederlage gegen den FC Santos am 2. Februar 2022, dem dritten Spieltag der Staatsmeisterschaft von São Paulo 2022, wurde er dennoch vorzeitig entlassen. Sylvinho betreute die Mannschaft in 43 Spielen. In seiner Bilanz stehen 16 Siege, 14 Unentschieden und 13 Niederlagen, mit einem Torverhältnis von 42:40.

## Erfolge
Corinthians
- Brasilianische Meisterschaft (1): 1998
- Brasilianischer Pokal (1): 1995
- Staatsmeisterschaft von São Paulo (3): 1995, 1997, 1999

Arsenal
- Englische Meisterschaft (1): 2002
- Englischer Pokal (1): 2002
- Englischer Ligapokal (2): 1999, 2002

Barcelona
- Spanische Meisterschaft (3): 2005, 2006, 2009
- Spanischer Pokal (2): 2009
- Spanischer Supercup (2): 2005, 2006
- UEFA Champions League (2): 2006, 2009